# نادي باري

شعار باري

جمعية باري الرياضية لكرة القدم (بالإيطالية: Società Sportiva Calcio Bari) هو نادي كرة قدم إيطالي تم تأسيسه في سنة 1908 ويقع في مدينة باري. أمضى الفريق سنوات كثيرة بين الدرجتين الأولى والثانية، وحالياً فإنه ينافس في الدرجة الثالثة.
في سنة 1927 تقرر دمج الفريقين الذين يمثلان المدينة وهما باري وليبيرتي باري وفي السنة التالية اندمج نادي إديالي مع نادي باري ليتم ولادة نادي جديد في سنة 1928.
إحصائيا فإن نادي باري يعد أفضل الأندية تحقيقا للنتائج الإيجابية في الدرجة الأولى في منطقة أبوليا. يعد نادي باري من أندية النخبة في الجنوب الإيطالي حيث يحتل المركز السابع عشر في الإحصائيات الشاملة لنتائج المباريات في بطولة دوري الدرجة الأولى. أبرز إنجازاته تحقيق بطولة كأس أوروبا الوسطى سنة 1990.
أما بالنسبة إلى الإنجازات الفردية فقد استطاع المهاجم الإيطالي إيغور بروتي التتويج هدافا لبطولة دوري الدرجة الأولى موسم 1995-1996 برصيد 25 هدف. النادي مشهور عالميا بتنشئة مهاجم منتخب إيطاليا أنطونيو كاسانو.

## الإنجازات والألقاب
- المستوى المحلي
  - الدرجة الثانية
    - البطل (3) : 1934-1935، 1941-1942، 2008-2009
    - الوصيف (6) : 1930-1931، 1933-1934، 1957-1958، 1962-1963، 1988-1989، 1993-1994
    - الصعود (4) : 1927-1928، 1968-1969، 1984-1985، 1996-1997
- المستوى القاري
  - كأس أوروبا الوسطى
    - البطل (1) : 1990

## التشكيلة الحالية
ملاحظة: تشير الأعلام إلى المنتخب الوطني على النحو المحدد في قواعد الأهلية للفيفا. قد يحمل اللاعبون أكثر من جنسية واحدة غير تابعة للفيفا.
| الرقم | البلد     | المركز | اللاعب {{تشكيلة لا عب \| الرقم=1 \| مركز=حارس \| دولة=بلجيكا\| اسم=جان فرانسوا غيليه}} |
| ----- | --------- | ------ | -------------------------------------------------------------------------------------- |
| 3     | مالي      | مدافع  | سليمان دياموتين                                                                        |
| 4     | الأرجنتين | وسط    | سيرجيو ألميرون                                                                         |
| 5     | إيطاليا   | مدافع  | أندريا مازييلو                                                                         |
| 7     | الأرجنتين | وسط    | إيمانويل ريفاس                                                                         |
| 8     | إيطاليا   | وسط    | فيليبو أنتونيلي                                                                        |
| 9     | إيطاليا   | وسط    | دانييلي دي فيزي                                                                        |
| 10    | البرازيل  | مهاجم  | باريتو                                                                                 |
| 11    | الجزائر   | مهاجم  | عبد القادر غزال                                                                        |
| 13    | إيطاليا   | مدافع  | أندريا رانوتشيا                                                                        |
| 14    | إيطاليا   | وسط    | أليساندرو غازي                                                                         |
| 15    | إيطاليا   | مدافع  | نيكولا بيلمونتي                                                                        |
| 16    | إيطاليا   | وسط    | ماسيمو دوناتي                                                                          |
| 17    | إيطاليا   | وسط    | سالفاتوري ماسيلو                                                                       |
| 18    | إيطاليا   | مهاجم  | جيوزيبي غريكو                                                                          |
| 19    | إيطاليا   | مدافع  | ماركو كريمي                                                                            |

| الرقم | البلد     | المركز | اللاعب                |
| ----- | --------- | ------ | --------------------- |
| 20    | بيلاروس   | مهاجم  | فيتالي كوتوزوف        |
| 21    | إيطاليا   | مدافع  | أليساندرو باريزي      |
| 22    | الأرجنتين | وسط    | ماريانو دوندا         |
| 23    | إيطاليا   | مهاجم  | أنطونيو لانغيلا       |
| 25    | إيطاليا   | حارس   | دانييلي باديلي        |
| 27    | إيطاليا   | مدافع  | كريستيان ستيليني      |
| 30    | إيطاليا   | وسط    | ريكاردو أليغريتي      |
| 37    | إيطاليا   | وسط    | ماتيو بارو            |
| 69    | إيطاليا   | مهاجم  | ريكاردو ميجيوريني     |
| 80    | كرواتيا   | وسط    | إيفان رايتشيتش        |
| 82    | إيطاليا   | حارس   | فيتانجيلو سبادافيتشيا |
| 83    | إيطاليا   | مهاجم  | ري فولباتو            |
| 88    | فرنسا     | وسط    | بيدرو كاماتا          |
| 89    | إيطاليا   | مهاجم  | أرماندو فيسكونتي      |
| 90    | هندوراس   | وسط    | إدغار ألفاريز         |
| 99    | إيطاليا   | مهاجم  | فيرديناندو سفورزيني   |